# Thamnomanes saturninus
A Thamnomanes saturninus a madarak osztályának verébalakúak (Passeriformes) rendjébe és a hangyászmadárfélék (Thamnophilidae) családjába tartozó faj.

## Rendszerezése
A fajt August von Pelzeln osztrák ornitológus írta le 1868-ban, a Thamnophilus nembe Thamnophilus saturninus néven.

## Alfajai
- Thamnomanes saturninus huallagae (Cory, 1916)
- Thamnomanes saturninus saturninus (Pelzeln, 1868)[2]

## Előfordulása
Dél-Amerikában, Bolívia, Brazília és Peru területén honos. Természetes élőhelyei a szubtrópusi vagy trópusi síkvidéki esőerdők és mocsári erdők. Állandó, nem vonuló faj.

## Megjelenése
Testhossza 15 centiméter, testtömege 19–21 gramm.

## Életmódja
Rovarokkal táplálkozik.

## Természetvédelmi helyzete
Az elterjedési területe rendkívül nagy, egyedszáma pedig stabil. A Természetvédelmi Világszövetség Vörös listáján nem fenyegetett fajként szerepel.